# Lovro Paparić
Lovro Paparić (5 de agosto de 1999) é um jogador de polo aquático croata. Atualmente joga para o clube Primorje. 